# Lleó Fontova
Lleó Fontova i Mareca (Barcelona, 1838 - ibídem, 1890) fue un actor y dramaturgo español. 

## Biografía

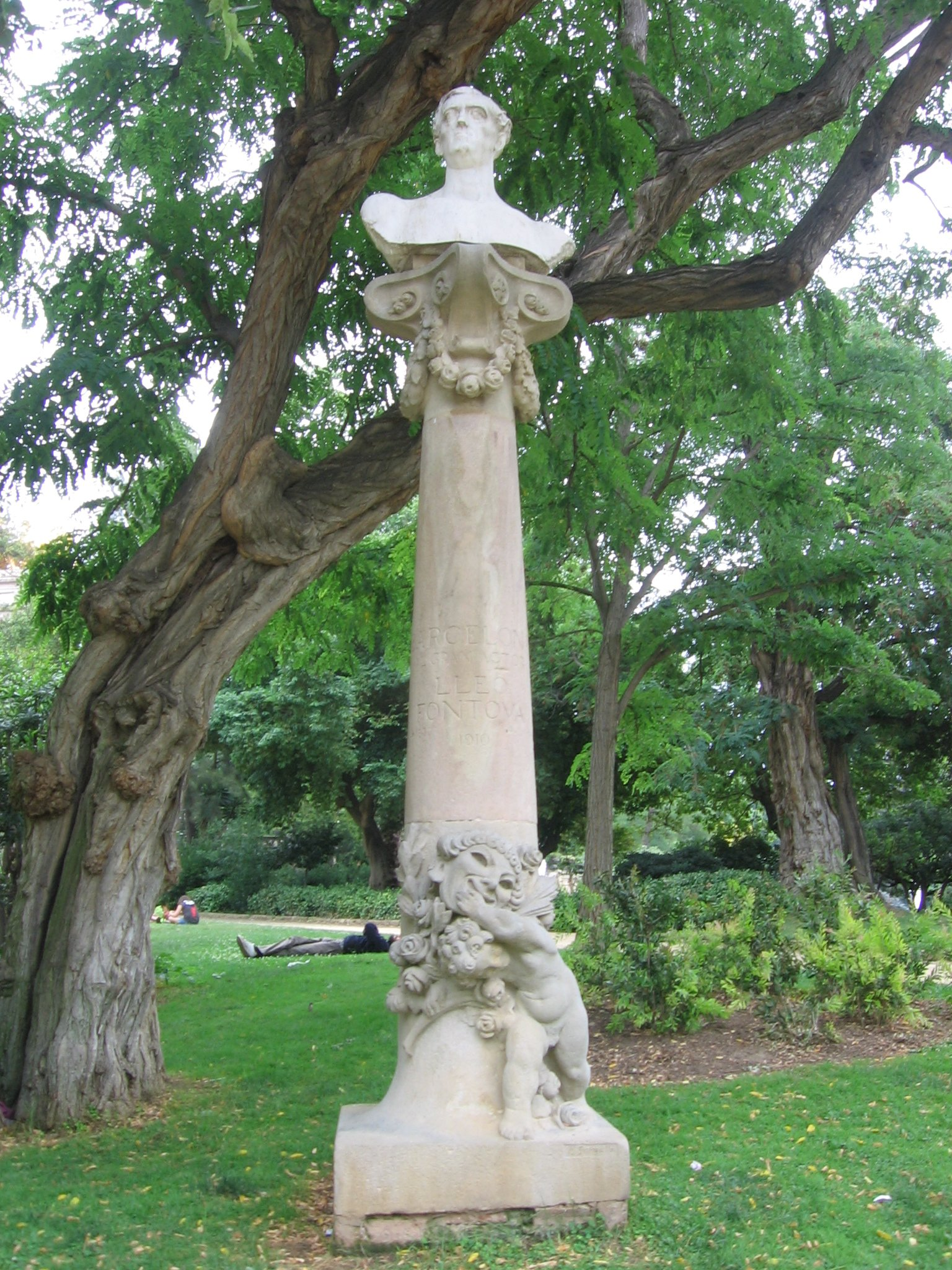
Monumento a Lleó Fontova en el parque de la Ciudadela, en Barcelona

Lleó Fontova destacó más en la faceta de actor, en la que fue uno de los referentes de la época. Fue el principal intérprete de las obras de Serafí Pitarra.
Empezó en el mundo del teatro actuando en el Teatro de los Campos Elíseos de Barcelona con el seudónimo de Fontseca. Mantenía una estrecha relación con Serafí Pitarra; con él y con Joaquim Dimas fundaron la compañía teatral La Gata en 1864 y, más tarde, la compañía Teatre Català. En 1890 abandonó por problemas de salud la compañía Teatre Català, a pesar de que todavía actuó en el Teatro Novedades. El mismo año Santiago Rusiñol escribió expresamente para él el monólogo El hombre del órgano.
Su hija Caterina Fontova i Planes (Barcelona, 1866 - Buenos Aires, 1924) también fue actriz. Sus dos hijos fueron músicos: Lleó (1875 - 1949) y Conrad Abelard Fontova i Planes (Barcelona, 1865 - Buenos Aires, 1923). Su bisnieto fue el músico, actor y humorista argentino Horacio Fontova (1946-2020). 
En el parque de la Ciudadela de Barcelona hay un monumento en su memoria, obra de Pablo Gargallo, levantado en 1910.

## Obras
- 1866. L'orgue de raons
- 1866. La por guarda la vinya
- 1880. 505[1]
- 1883. Un tarit-tarot[1]
- 1884. Vuits i nous[1]
- 1885. La raó del pont de Lleida[1]
- 1888. La gran diada[1]